# 颱風添姆 (1994年)
颱風添姆 (Typhoon Tim) 是1994年太平洋台风季的一個热带气旋。
添姆於菲律賓呂宋島東方海面形成後即以西北方向前進，於7月10日20時於台灣花蓮縣秀姑巒溪口登陸，11日凌晨在彰化縣芳苑鄉附近出海後，仍維持西北方向行進，11日凌晨於中國福建省泉州市惠安縣張坂鎮登陸後，強度迅速減弱。台灣各地均出現強風豪雨。東部、東南部地區鐵、公路交通中斷。宜蘭、花蓮、臺東及西南部地區農作物損害，以花蓮縣災情最為嚴重。全台灣共有17人死亡、6人失蹤。
全台受傷嚴重